# Gerhard Kraitzek
Gerhard Kraitzek (* 2. September 1925; † 6. Oktober 2016) war ein deutscher Fußballspieler. Von 1950 bis 1955 spielte er in der DDR-Oberliga, der höchsten Spielklasse im DDR-Fußball, für Einheit/Fortschritt Meerane.

## Sportliche Laufbahn
1950 wurde der 24-jährige Abwehrspieler Gerhard Kraitzek mit der Zentralen Sportgemeinschaft Textil Cottbus Vizemeister in der Landesklasse Brandenburg. Zu Beginn der Saison 1950/51 wechselte er zum Oberligisten Einheit Meerane, wo er von Anfang an als Verteidiger eingesetzt wurde. Im Laufe der Spielzeit wurde die Betriebssportgemeinschaft (BSG) in BSG Fortschritt Meerane umbenannt. Von den 34 Oberligaspielen verpasste er nur drei Begegnungen. Auch 1951/52 blieb Kraitzek Stammverteidiger in der Meeraner Mannschaft, diese stieg jedoch am Saisonende in die DDR-Liga ab. Der BSG gelang umgehend der Wiederaufstieg, an dem Kraitzek bei allen 24 Ligaspielen beteiligt war. In den beiden nächsten Oberligaspielzeiten 1953/54 und 1954/55 blieb er als Abwehrspieler bei Fortschritt Meerane ohne Konkurrenz, er fehlte jeweils nur bei einem Punktspiel. Am vorletzten Spieltag der Saison 1954/55 schoss er in der Begegnung SC Aktivist Brieske-Senftenberg – Fortschritt Meerane (3:1) sein einziges Oberligator, zu diesem Zeitpunkt standen die Meeraner bereits wieder als Absteiger fest. Kraitzek spielte noch bis 1959 mit der BSG Fortschritt in der DDR-Liga. Von den 104 in diesem Zeitraum ausgetragenen Ligaspielen bestritt er 87 Partien. Hinzu kommen alle 13 DDR-Liga-Spiele der Übergangsrunde im Herbst 1955, die zum Wechsel zur Kalenderjahr-Saison ausgetragen wurde. Nachdem Kraitzek 1959 seine letzten 20 Punktspiele für Fortschritt Meerane in der DDR-Liga bestritten hatte, beendete er 34-jährig seine Laufbahn im höherklassigen Fußball. Innerhalb von zehn Jahren war er zu 115 Einsätzen in der DDR-Oberliga mit einem Tor und zu 124 Spielen in der DDR-Liga gekommen, in denen er in der Übergangsrunde vier Tore erzielte.
Im September 2015 wurde ihm im Amtsblatt der Stadt Meerane zu seinem 90. Geburtstag gratuliert.